# Потерянный город (фильм)
«Потерянный город» (англ. The Lost City) — фильм 2005 года режиссёра Энди Гарсиа, снятый по сценарию кубинского писателя Гильермо Кабрера Инфанте.
В центре сюжета — Фико Фельове, владелец кабаре «Эль Тропико» в Гаване. Показывая жизнь героя, судьбу членов его семьи, эмиграцию в Америку, фильм рассказывает о правлении Батисты, кубинской революции 1959 года, приходе к власти Фиделя Кастро.

## Сюжет
Гавана, столица Кубы. 1950-е годы. Фико Фельове — владелец ночного клуба «Эль Тропико». Фико хочет посвятить себя своему клубу и своей семье, но ситуация в стране не позволяют ему сделать это.
Младший брат Фико — Рикардо Фельове становится коммунистом и за антигосударственную деятельность ему угрожает смертная казнь. Благодаря семейным связям Рикардо освобождают из тюрьмы. Не желая скрываться в Америке, как это предлагают ему сделать члены семьи, Рикардо присоединяется к повстанческому отряду Че Гевары.
Средний брат Луис придерживается оппозиционных демократических взглядов. Он участвует в неудачном покушении на президента Батисту, и, несмотря на то, что Луису удается уйти от преследования полиции, его убивают секретные агенты президента.
Кроме этого, американский гангстер Мейер Лански хочет открыть игорный зал в заведении Фико. После отказа в «Эль Тропико» взрывается бомба.
В стране происходит революция, в результате которой Батиста бежит, а к власти приходит Фидель Кастро. Рикардо становится одним из высокопоставленных офицеров нового политического режима. Он не препятствует казни офицера полиции, освободившего его из тюрьмы во времена Батисты. Когда Рикардо приезжает к своему дяде, фермеру Доносо, и объявляет, что приехал конфисковать его ферму в пользу государства, Доносо умирает от сердечного приступа. Рикардо стреляется.
Революция разрушает и музыкальный клуб Фико. Начав с запрета на использование саксофона в оркестре, как инструмента капиталистического мира, государство в итоге закрывает заведение.
Фико, видя как революция разрушила его жизнь и его семью, решает эмигрировать в Америку. С собой он зовет Аурору, вдову Луиса, с которой у Фико к тому времени складывается романтические отношения. Однако, Аурора, которая объявлена Вдовой Революции Года, отказывается уехать.
В Нью-Йорке Фико начинает все сначала. Работая посудомойщиком и тапёром, он надеется накопить денег, чтобы перевезти в Америку всю свою семью. Аурора однажды навещает его, приехав в составе кубинской делегации в ООН. Фико понимает, что Аурора для него подобна Кубе: прекрасна и желанна, но недоступна. В финале картины Фико открывает новый клуб в Нью-Йорке.

## В ролях
| Актёр            | Роль                 |
| ---------------- | -------------------- |
| Энди Гарсиа      | Фико Фельове         |
| Инес Састре      | Аурора Фельове       |
| Дастин Хоффман   | Мейер Лански         |
| Билл Мюррей      | «Писатель»           |
| Томас Милиан     | Дон Федерико Фельове |
| Хуан Фернандес   | Президент Батиста    |
| Хсу Гарсия       | Эрнесто «Че» Геварра |
| Гонзало Менендес | Фидель Кастро        |
| Энрике Мурсиано  | Рикардо Фельове      |

## Критика и награды
Фильм был сравнительно плохо принят критиками. Оценка сайта «Rotten Tomatoes» оказалась равной 25 % (октябрь 2007). Резюме сайта — «слишком затянутое и неровно срежиссированное разочарование».
Одной из причин провала картины может быть тот факт, что фильм Гарсиа серьёзно подрывал привычный для массмедиа образ Кубы до революции, образы Че Гевары и Фиделя Кастро. Разочарование и раздражение критиков выливались в разгромные рецензии.
Неудачна и прокатная судьба фильма — выйдя в США в ограниченном прокате, фильм смог собрать лишь 2,4 миллиона долларов. Мировые сборы составили 4,3 миллиона, что не смогло перекрыть 9,6 миллионный бюджет фильма.
В то же время, в 2006 году фильм стал обладателем премии Имэджен (англ.) в номинации «лучший фильм» и «лучший режиссёр». Премия дается за положительное и достоверное изображение латиноамериканцев и латиноамериканской культуры.